# Kukmirn
Kukmirn is een gemeente in de Oostenrijkse deelstaat Burgenland, gelegen in het district Güssing (GS). De gemeente heeft ongeveer 2000 inwoners.

## Geografie
Kukmirn heeft een oppervlakte van 40,5 km². Het ligt in het uiterste oosten van het land.
Kadastrale gemeenten zijn Eisenhüttl, Kukmirn, Limbach en Neusiedl.
Bildein · Bocksdorf · Burgauberg-Neudauberg · Eberau · Gerersdorf-Sulz · Großmürbisch · Güssing · Güttenbach · Hackerberg · Heiligenbrunn · Heugraben · Inzenhof · Kleinmürbisch · Kukmirn · Moschendorf · Neuberg im Burgenland · Neustift bei Güssing · Olbendorf · Ollersdorf im Burgenland · Rauchwart · Rohr im Burgenland · Sankt Michael im Burgenland · Stegersbach · Stinatz · Strem · Tobaj · Tschanigraben · Wörterberg
- Gemeinsame Normdatei: 1093015-2
- Nationale Bibliotheek van Israël: 987012737062305171
- Virtual International Authority File: 139018121
- WorldCat: E39PBJvmGkkcDx8fkgg7MBYHG3